# Bravo-Jahrescharts 2002
Die Bravo-Jahrescharts werden zum Jahresende von der Bravo-Redaktion als Hitliste erstellt. Die Jugendzeitschrift Bravo erscheint seit 1956 und enthält in jeder Wochenausgabe eine Hitliste, die von den Lesern gewählt wurde. Seit 1960 können die Bravo-Leser außerdem ihre beliebtesten Gesangsstars wählen und dekorieren sie mit dem Bravo Otto.

## Bravo-Jahrescharts 2002
1. Love Should Be a Crime – O-Town – 233 Punkte
2. So schwer – Samajona – 215 Punkte
3. Heaven Must Be Missing an Angel – Bro’Sis – 214 Punkte
4. World of Our Own – Westlife – 212 Punkte
5. Wird es heute passieren? – Samajona – 207 Punkte
6. Be Bop Baby – Westlife – 203 Punkte
7. Will It Ever – Natural – 202 Punkte
8. No More Tears – Jeanette – 188 Punkte
9. Ramp! (The Logical Song) – Scooter – 185 Punkte
10. Let Me Count the Ways – Natural – 181 Punkte
11. Still in Love with You – No Angels und außerdem Gesegnet seist Du – Ben – 180 Punkte
12. Engel – Ben feat. Gim – 171 Punkte
13. Fly by II – Blue – 169 Punkte
14. I’m Not a Girl, Not Yet a Woman – Britney Spears – 167 Punkte
15. Something About Us – No Angels – 165 Punkte
16. Nessaja – Scooter – 161 Punkte
17. Run – Sash! feat. Boy George – 159 Punkte
18. Cry – Michael Jackson – 154 Punkte
19. If You Come Back – Blue – 154 Punkte

## Bravo-Otto-Wahl 2002

### Superband Rock
1. Goldener Otto: Busted
2. Silberner Otto: Limp Bizkit
3. Bronzener Otto: Bon Jovi

### Superband Pop
1. Goldener Otto: No Angels
2. Silberner Otto: Natural
3. Bronzener Otto: Westlife

### Supersänger
1. Goldener Otto: Robbie Williams
2. Silberner Otto: Ben
3. Bronzener Otto: Marlon

### Supersängerin
1. Goldener Otto: Jeanette Biedermann
2. Silberner Otto: Avril Lavigne
3. Bronzener Otto: Christina Aguilera

### Hip Hop International
1. Goldener Otto: Nelly
2. Silberner Otto: Eminem
3. Bronzener Otto: Ja Rule

### Hip Hop National
1. Goldener Otto: Massive Töne
2. Silberner Otto: DJ Tomekk
3. Bronzener Otto: Fettes Brot